# Росельо, Карлос
Карлос Росельо Бетбесе (исп. Carlos Roselló Betbeze; 2 мая 1922, Монтевидео — не позднее 2004) — уругвайский баскетболист. Бронзовый призёр летних Олимпийских игр 1952 года, двукратный чемпион Южной Америки 1947 и 1949 годов, серебряный призёр чемпионата Южной Америки 1945 года.

## Биография
Карлос Росельо родился 2 мая 1922 года в уругвайском городе Монтевидео.
Играл в баскетбол за «Мальвин» из Монтевидео.
В составе сборной Уругвая дважды выигрывал чемпионат Южной Америки: в 1947 году в Рио-де-Жанейро и в 1949 году в Асунсьоне. Кроме того, в 1945 году в Гуаякиле завоевал серебряную медаль.
В 1948 году вошёл в состав сборной Уругвая по баскетболу на летних Олимпийских играх в Лондоне, занявшей 5-е место. Провёл 5 матчей, набрал 10 очков (7 в матче со сборной Великобритании, 3 — с Чили).
В 1952 году вошёл в состав сборной Уругвая по баскетболу на летних Олимпийских играх в Хельсинки и завоевал бронзовую медаль. Провёл 3 матчей, набрал 9 очков (8 в матчах со сборной Венгрии, 1 — с Францией).
По ходу Олимпиады был дисквалифицирован, став активным участником драки в матче второго группового этапа против сборной Франции (66:68). В конце поединка в составе уругвайцев остались только три баскетболиста, и при равном счёте американский судья Винсент Фаррелл зафиксировал фол со стороны сборной Уругвая. Это спровоцировало драку, арбитр получил серьёзную травму и был вынесен с площадки без сознания. Полиция установила, что вина за произошедшее лежит в первую очередь на Росельо и его товарище по сборной Уругвая Вильфредо Пелаэсе. Оба были дисквалифицированы до конца турнира и на последующие Олимпийские игры.
В 1954 году участвовал в чемпионате мира в Рио-де-Жанейро, где уругвайцы заняли 6-е место. Провёл 4 матча, набрал 9 очков.
Умер не позднее 2004 года.